# UART 16550

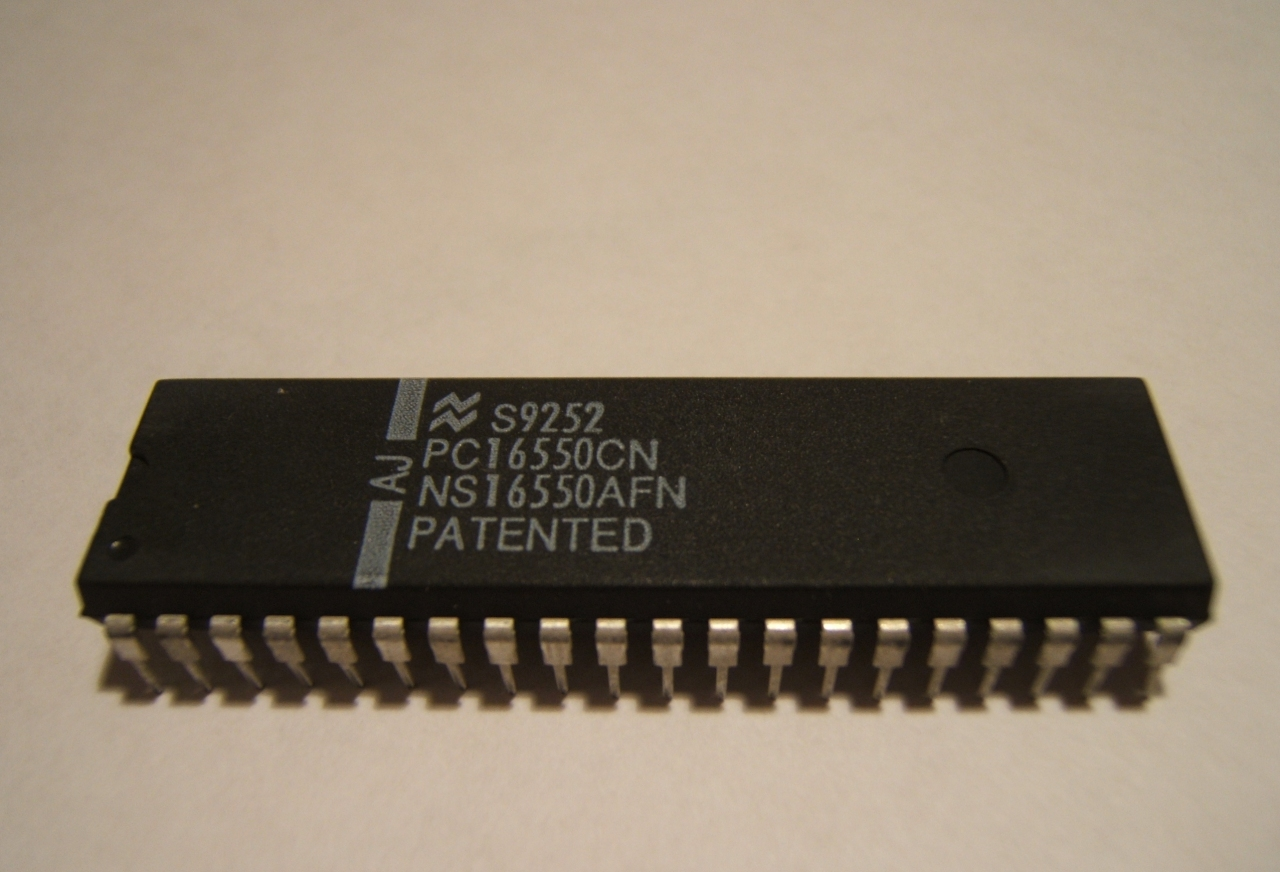
Układ 16550 w obudowie DIP40.

16550 - oznaczenie układu UART firmy National Semiconductor. Układ ten ma za zadanie kontrolować strumień danych wchodzących i wychodzących z portów szeregowych komputera PC. W starszych wersjach układów UART 8250 i 16450 po każdym odebranym bajcie generowany był sygnał przerwania, co w połączeniu z buforem o rozmiarze tylko 1 bajta powodowało opóźnienia w przesyłaniu danych z dużą prędkością. W układzie 16550 zastosowano 16-bajtowy bufor wejściowy FIFO z programowanym generowaniem przerwania po otrzymaniu 1, 4, 8 lub 14 bajtów.